# Municipio de Canton (condado de Kingman)
El municipio de Canton (en inglés: Canton Township) es un municipio ubicado en el condado de Kingman en el estado estadounidense de Kansas. En el año 2010 tenía una población de 109 habitantes y una densidad poblacional de 1,16 personas por km².

## Geografía
El municipio de Canton se encuentra ubicado en las coordenadas 37°26′2″N 97°57′50″O / 37.43389, -97.96389. Según la Oficina del Censo de los Estados Unidos, el municipio tiene una superficie total de 94.16 km², de la cual 94,12 km² corresponden a tierra firme y (0,04 %) 0,04 km² es agua.

## Demografía
Según el censo de 2010, había 109 personas residiendo en el municipio de Canton. La densidad de población era de 1,16 hab./km². De los 109 habitantes, el municipio de Canton estaba compuesto por el 98,17 % blancos, el 1,83 % eran de otras razas. Del total de la población el 6,42 % eran hispanos o latinos de cualquier raza.